# Nikifor Iljin
Nikifor Iljicz Iljin (ros. Никифор Ильич Ильин, ur. 1884, zm. 1957) – radziecki polityk i działacz partyjny.

## Źródła
Od 1910 członek SDPRR, dwukrotnie aresztowany, 1917 członek Rady Piotrogrodzkiej. 1918-1919 członek Kolegium Ludowego Komisariatu Pracy RFSRR, 1919-1920 pracownik Najwyższej Rady Gospodarki Narodowej RFSRR, 1920-1924 pracownik Ludowego Komisariatu Komunikacji Drogowej RFSRR/ZSRR. Od 25 kwietnia 1923 do 26 stycznia 1934 członek Prezydium Centralnej Komisji Kontrolnej RKP(b)/WKP(b), 1924-1925 zarządca Inspekcji Transportu i Łączności Ludowego Komisariatu Inspekcji Robotniczo-Chłopskiej ZSRR, od 30 listopada 1925 do 10 marca 1934 ludowy komisarz inspekcji robotniczo-chłopskiej RFSRR, od 1 stycznia 1926 do 2 grudnia 1927 zastępca członka Sekretariatu Centralnej Komisji Kontrolnej WKP(b). Od 11 lutego 1934 do 1938 członek Komisji Kontroli Radzieckiej przy Radzie Komisarzy Ludowych ZSRR, 1934-1935 pełnomocnik Komisji Kontroli Radzieckiej przy Radzie Komisarzy Ludowych ZSRR w Leningradzie i obwodzie leningradzkim. Odznaczony Orderem Czerwonego Sztandaru Pracy (13 maja 1955).